# Niccolò da Verona
Niccolò da Verona (fl. XIV secolo) è stato un poeta italiano, considerato il maggior esponente della letteratura francoveneta.
Tra le sue opere ricordiamo il Prise de Pampelune, proseguimento del poema anonimo intitolato Entrée d'Espagne, e il Pharsale ripreso da un autore classico come Lucano che può quindi essere considerato il primo esempio di poesia epica francoveneta.